# Mihna

Mapa de la zona d'aplicació de la mihna i dels esdeveniments que hi estan associats

La mihna (de l'àrab: محنة خلق القرآن, miḥna khalq al-Qurʾān, ‘prova de la creació de l'Alcorà’) va ser un període de persecució religiosa instituït pel califa abbàssida al-Mamun el 833 en què els erudits sunnites van ser castigats, empresonats o fins i tot assassinats, si no seguien la doctrina de la creació de l'Alcorà. Aquest política religiosa va durar divuit anys, del 833 al 851, ja que va continuar durant els regnats dels seus successors immediats, al-Mútassim i al-Wàthiq, i durant els primers quatre anys d'al-Mutawàkkil, que la va revertir el 851.
L'abolició de la mihna és significativa no només perquè va posar fi a la pretensió dels califes abbàssides de decidir sobre assumptes d'ortodòxia religiosa, sinó també perquè és un dels pocs casos de persecució religiosa entre els musulmans de l'islam medieval.

## Lamihnaen època d'al-Mamun
El 827, el califa al-Mamun va proclamar la doctrina de la creació de l'Alcorà, és a dir que l'Alcorà no existiria independent de la seva revelació, doctrina oposada a l'actualment majoritària entre els musulmans, que consideren que l'Alcorà no ha estat creat i existeix des de sempre i per a sempre. La proclamació d'aquesta doctrina com l'oficial va ser seguida, sis anys més tard, uns quatre mesos abans de la seva mort sobtada el 833, per la institució de la mihna, l'obligació de mostrar l'adhesió a la doctrina de la creació de l'Alcorà. La mihna va continuar sota els seus successors, al-Mútassim i al-Wàthiq, fins que al-Mutawàkkil la va abolir, entre el 848 i el 851.
Les escoles teològiques tradicionals van considerar la proclamació de la doctrina de la creació alcorànica i la mihna, amb què al-Mamun posava a prova les creences dels seus subordinats, com esdeveniments vinculats entre ells, amb els quals el califa pretenia exercir la seva autoritat religiosa en el camp de la definició de l'ortodòxia i imposar els seus punts de vista a través de la seva capacitat coercitivia com a governant. S'ha plantejat diverses explicacions per a explicar la política d'al-Mamun d'imposar les seves creences a les persones que servien l'estat (com ara els jutges, ja que la mihna no pretenia fiscalitzar les creences dels plebeus, a la manera de les inquisicions europees): les seves tendències intel·lectuals mutazilites, les seves simpaties cap a l'islam xiïta i la voluntat de consolidar la seva autoritat religiosa en una època en què els ulemes començaven a ser vistos com els veritables guardians del coneixement religiós i de les tradicions del Profeta.

### Teories explicatives de la política d'al-Mamun
Al-Mamun i el mutazilisme
Els estudiosos que atribueixen la mihna a la persuasió mutazilita d'al-Mamun assenyalen la seva estreta associació amb els principals mutazilites de l'època. Entre els mutazilites propers a al-Mamun, nomenats per a alts càrrecs dins de la seva administració, hi destaca Àhmad ibn Abi-Duad, un prominent mutazilita que es va convertir en el cap dels cadis durant el seu govern. A causa dels antecedents d'Ibn Abi-Duad com a erudit del kalam i per la seva rigorosa defensa de la mihna sota els dos califes següents, alguns estudiosos han conclòs que la seva influència va portar al-Mamun finalment a prendre mesures i implementar la mihna durant l'últim any de la seva vida. Tanmateix, no queda clar si el nomenament d'Ibn Abi-Duad és una causa o un reflex dels plans d'al-Mamun d'instituir la mihna.
Les tendències proxiïtes d'al-Mamun
Més que cap altre califa, al-Mamun va mostrar molta proximitat als membres de la família àlida i a algunes de les seves doctrines, cosa que ha dut alguns estudiosos a suggerir que podria haver adoptat alguns dels seus punts de vista. Com a distingit erudit religiós, les cartes d'al-Mamun als seus governadors per iniciar la inquisició semblen transmetre la idea que el seu coneixement i aprenentatge en teologia eren d'un nivell superior als generals i fins i tot al d'altres erudits religiosos, que eren comparats amb la multitud vulgar que no té cap coneixement ni il·luminació sobre assumptes relacionats amb Déu. Aquest punt de vista és similar a la creença xiïta que només l'imam posseeix el coneixement esotèric sobre l'Alcorà i els assumptes de fe. A més d'adoptar el títol d'imam, al-Mamun va fer gestos conciliadors amb els àlides, com ho demostra la seva designació d'Alí ar-Ridà com el seu hereu i la reverència especial que sentia per Alí, que també va convertir en doctrina. Com que el xiisme, com el mutazilisme, abraçava la doctrina de la creació de l'Alcorà, alguns estudiosos interpreten la declaració d'al-Mamun d'aquesta doctrina i de la mihna com a reflexos de la seva inclinació cap a postulats xiïtes, alhora que suggereixen que la revocació de l'edicte per part d'al-Mutawàkkil estaria, en part, fonamentada en el seu antagonisme amb els àlides.
Tanmateix, l'argument que, com que mutazilites i xiïtes creien en la creació de l'Alcorà, l'adopció d'aquesta doctrina ha de ser influència d'un d'aquests corrents, pot ser enganyós. Tot i que totes dues escoles, la mutazilita i la xiïta, coincideixen sobre aquesta qüestió, no van ser els únics corrents teològics que van subscriure aquesta creença, per tant, potser no hi ha necessàriament un vincle entre una d'aquestes escoles de pensament, o les dues, i l'adopció de la mihna per part d'al-Mamun. A més, no és clar que el xiisme d'aquest període ja hagués adoptat plenament la noció de la creació de l'Alcorà, o podria tractar-se d'una projecció cap al passat d'idees que no s'haurien consolidat més tard, quan el sunnisme i el xiisme van desenvolupar plenament les seves doctrines. Mentre que alguns estudiosos argumenten que l'opinió predominant entre els teòlegs xiïtes en aquell moment seguia els ensenyaments de Jàfar as-Sadiq, que creia que l'Alcorà era increat, altres fonts qüestionen si realment l'imam Jàfar as-Sàdiq tenia aquesta opinió.
La mihna com a afirmació de l'autoritat califal
Alguns dels estudis més recents sobre la mihna suggereixen que al-Mamun podria haver-la utilitzat com una via per reafirmar la seva autoritat religiosa com a califa. En una sèrie de cartes als seus governadors, al-Mamun va aprofundir en el paper del califa com a guardià de la religió i de les lleis de Déu. Sembla que s'inspiraria en la idea xiïta que només el califa-imam posseeix coneixements esotèrics, i va utilitzar aquesta idea per emfatitzar el seu paper com a educador, per tal de treure el poble de la ignorància en assumptes religiosos. La mihna d'al-Mamun semblaria ser, en aquest sentit, un intent de lluitar contra el monopoli dels ulemes en la interpretació del saber religiós, especialment en la visió que tenien alguns tradicionistes com Àhmad ibn Hànbal, que considerava que només els especialistes en les tradicions profètiques, en els hadits del Profeta, tenien l'autoritat per interpretar l'islam i les seves lleis. Aquesta darrera postura és la que s'anirà imposant en la història islàmica premoderna, de forma que l'autoritat religiosa esdevindrà competència exclusiva dels erudits religiosos, mentre que el califat quedarà reduït primer a una autoritat política i, gradualment, a una entitat simbòlica. Aquesta explicació de la mihna és la posició adoptada per la majoria dels estudiosos moderns.

## Lamihnaen època d'al-Mútassim
Al-Mamun va morir el 833, però la seva política va ser continuada pel seu successor al-Mútassim. Aquell mateix any, el famós erudit religiós Àhmad ibn Hànbal va ser sotmès a interrogatori i va respondre que l'Alcorà no era creat. Al-Mútassim el va destituir del seu càrrec, el va empresonar i el va fer fuetejar fins que va quedar inconscient. Tanmateix, la població de Bagdad va amenaçar amb amotinar-se, en assabentar-se de la detenció d'Ibn Hanbal, i al-Mútassim va haver d'acabar alliberant-lo. Posteriorment al-Mútassim va estar ocupat per la construcció d'una nova capital a Samarra i per diverses campanyes militars, i la mihna va passar a ser considerada com poc més que una formalitat jurídica, tot i que significativa, ja que el testimoni d'una persona que respongués negativament a l'interrogatori (és a dir, que negués la creació de l'Alcorà) era inadmissible en un tribunal.

## Conseqüències
Per entendre la importància de la mihna, cal tenir en compte que en l'islam clàssic les ciències religioses, incloent el dret, no es desenvoluparen únicament sota el control de l'estat califal, sinó també des de la iniciativa particular. És a dir, contràriament al que passa en els estats nació moderns, l'estudi i desenvolupament de la llei no era prerrogativa exclusiva de l'estat. De fet, sovint els juristes van desenvolupar el dret en oposició conscient a l'estat. Això va provocar que, des de ben aviat, existís, en l'islam clàssic, un ordre religiós que era diferent de l'ordre polític. Aquesta certa autonomia dels erudits va donar lloc a l'interessant fenomen de l'aparició de diferents escoles de jurisprudència, que, en algunes qüestions, podien proposar solucions diametralment oposades, però alhora totes considerades islàmicament vàlides i autèntiques. La mihna, en aquest context, reflecteix la frustració del califa enfront de la poderosa i influent cultura jurídica. Va durar uns quinze anys, després dels quals es van definir amb més claredat els principis tant en l'ordre polític —el califat— com en religiós —els teòlegs-juristes. Això no vol dir que la relació entre les dues esferes, política i religiosa, es caracteritzés per l'oposició i l'enfrontament, sinó que també existí col·laboració entre els dos àmbits. En general, l'ordre religiós actuava com a barrera entre l'ordre polític i la gent comuna.
L'auge de la interpretació literal i la centralitat de la sunna
A la llarga, la interpretació literal de l'Alcorà va ser adoptada com a base en assumptes teològics, i la sunna —les accions i dites fiables del profeta Mahoma— va rebre la consideració de quelcom diví i sagrat i va esdevenir una font legislativa important, tot reduint el paper de l'opinió en la creació del dret. Igualment, les afirmacions dels antics erudits, la jurisprudència, va anar prenent protagonisme per resoldre disputes teològiques.